# 畑中 (新座市)
畑中（はたなか）は、埼玉県新座市の町名。現行行政地名は畑中一丁目から三丁目。郵便番号は352-0012。

## 地理
埼玉県新座市南東部、関越自動車道の東側に位置する。南部は馬場、北西・西部は野火止、北東・東部は朝霞市膝折町に隣接している。東部には黒目川が流れる。

## 歴史
かつての小字、畑ケ中に由来する。
- 1975年（昭和50年）8月1日 - 住居表示の実施に伴ない[4]、大字片山の一部から畑中二丁目・三丁目が成立。また、大字片山および大字野火止の各一部から畑中一丁目が成立[5]。

## 世帯数と人口
2017年（平成29年）1月1日現在の世帯数と人口は以下の通りである。
| 丁目       | 世帯数    | 人口    |
| ---------- | --------- | ------- |
| 畑中一丁目 | 2,169世帯 | 5,095人 |
| 畑中二丁目 | 1,147世帯 | 2,979人 |
| 畑中三丁目 | 717世帯   | 1,691人 |
| 計         | 4,033世帯 | 9,765人 |

## 小・中学校の学区
市立小・中学校に通う場合、学区（校区）は以下の通りとなる。
| 丁目       | 番地                                              | 小学校               | 中学校             |
| ---------- | ------------------------------------------------- | -------------------- | ------------------ |
| 畑中一丁目 | 1〜7 8(1〜10) 8(48〜51) 9(1〜15) 9(38〜48) 18〜24 | 新座市立陣屋小学校   | 新座市立新座中学校 |
| 畑中一丁目 | その他                                            | 新座市立第四小学校   | 新座市立新座中学校 |
| 畑中二丁目 | 全域                                              | 新座市立第四小学校   | 新座市立第三中学校 |
| 畑中三丁目 | 3(2〜17) 4〜9                                     | 新座市立第四小学校   | 新座市立第三中学校 |
| 畑中三丁目 | その他                                            | 新座市立大和田小学校 | 新座市立第二中学校 |

## 交通

### 道路
- 国道254号（川越街道）
- 東京都道・埼玉県道36号保谷志木線（片山県道）
- 畑中公民館通り

### 鉄道
- 地内に鉄道は敷設されていない。JR武蔵野線新座駅が最寄り駅となっている。また畑中三丁目は東武東上線朝霞台駅・JR武蔵野線北朝霞駅が最寄り駅となっている地域もある。

## 施設
- 東福寺
- 新座どろんこ保育園
- 新座市畑中公民館
- 畑中児童遊園